# Holden HT
Der Holden HT wurde in den Jahren 1969 und 1970 von der australischen GM-Division Holden gefertigt. Es gab ihn als
- Modell Belmont,
- Modell Kingswood,
- Modell Premier,
- Modell Brougham,
- Modell Monaro
- Modell Panel Van und
- Modell Utility.